# Arrondissement Brioude
Brioude is een arrondissement van het Franse departement Haute-Loire in de regio Auvergne-Rhône-Alpes. De onderprefectuur is Brioude.

## Kantons
Het arrondissement was tot 2014 samengesteld uit de volgende kantons:
- Kanton Auzon
- Kanton Blesle
- Kanton Brioude-Nord
- Kanton Brioude-Sud
- Kanton La Chaise-Dieu
- Kanton Langeac
- Kanton Lavoûte-Chilhac
- Kanton Paulhaguet
- Kanton Pinols
- Kanton Saugues

Na de herindeling van de kantons door het decreet van 17 februari met uitwerking op 22 maart 2015 is de verdeling als volgt :
- Kanton Brioude
- Kanton Gorges de l'Allier-Gévaudan
- Kanton Pays de Lafayette
- Kanton Plateau du Haut-Velay granitique  ( deel : 11/26 )
- Kanton Sainte-Florine